# DJ Aligator
DJ Aligator, född Aliasghar Movasat (persiska: علی مواساط), den 10 mars 1975, i Teheran, Iran, är en iransk-dansk eurodance-producent och DJ. Han nådde framgångar världen över med singeln "The Whistle Song", från hans debutalbum från 2000, Payback Time. Singeln nådde plats #5 på UK Singles Chart i januari 2002,  och han kom att framföra låten på BBC's Top of the Pops.  Låten nådde platina gånger 4 i Danmark, 2000, med en förstaplats på både singel-listan såsom danslistan, innan låten utgavs internationellt år 2002. 
DJ Aligator har remixat låtar för artister som Me & My, Infernal, Nik & Jay, O-Zone, samt Medina.
Låten "Lollipop" är skriven av Aliasghar Movasat och Calvin Allan. Låten "Whistle Song" är skriven av Aliasghar Moavasat, Al Agami och Holger Lagerfeldt.

## Diskografi

### Album
- Payback Time (2000)
- The Sound of Scandinavia (2002)
- Music Is My Language (2005)
- Kiss My B-ass (2009)

### Singlar
- "Doggy Style" (2000)
- "Lollipop" (2000)
- "Turn Up the Music" (2000)
- "The Whistle Song" (2000)
- "Temple of India" (2001)
- "Dreams" (med Christina Undhjem) (2002)
- "I Like To Move It" (med Dr. Alban) (2002)
- "Mosquito" (2002)
- "Stomp" (2002)
- "Davaj Davaj" (med MC Vspishkin) (2004)
- "Music Is My Language" (med Arash) (2005)
- "Protect Your Ears" (2005)
- "Countdown" (2006)
- "Meet Her at the Loveparade 2007" (2007)
- "KAOS" (2008)
- "Calling You" (2009)
- "Shine" (med Heidi Degn) (2009)
- "Gi' det til dig" (med Jinks) (2010)
- "Starting Over" (2011)
- "Trash The Club (2011)